# Санджовезе

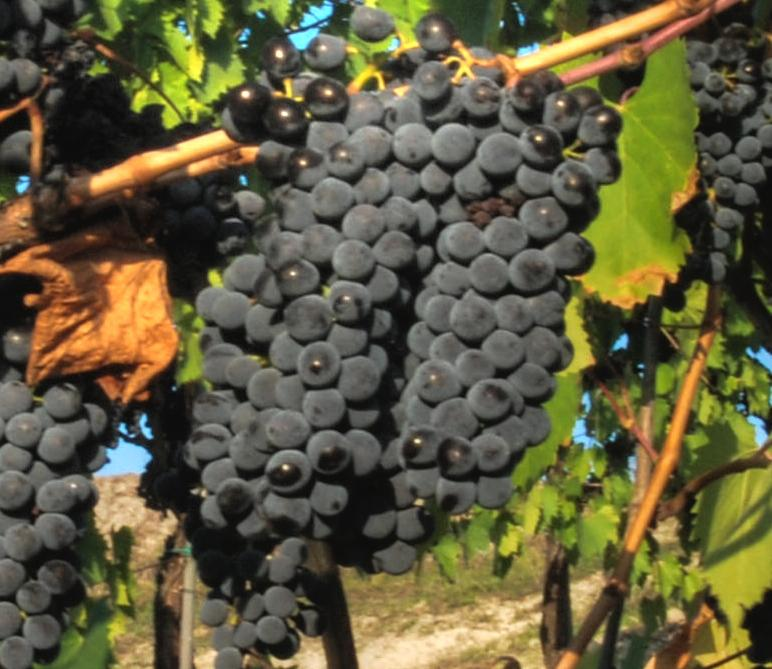
Санджовезе

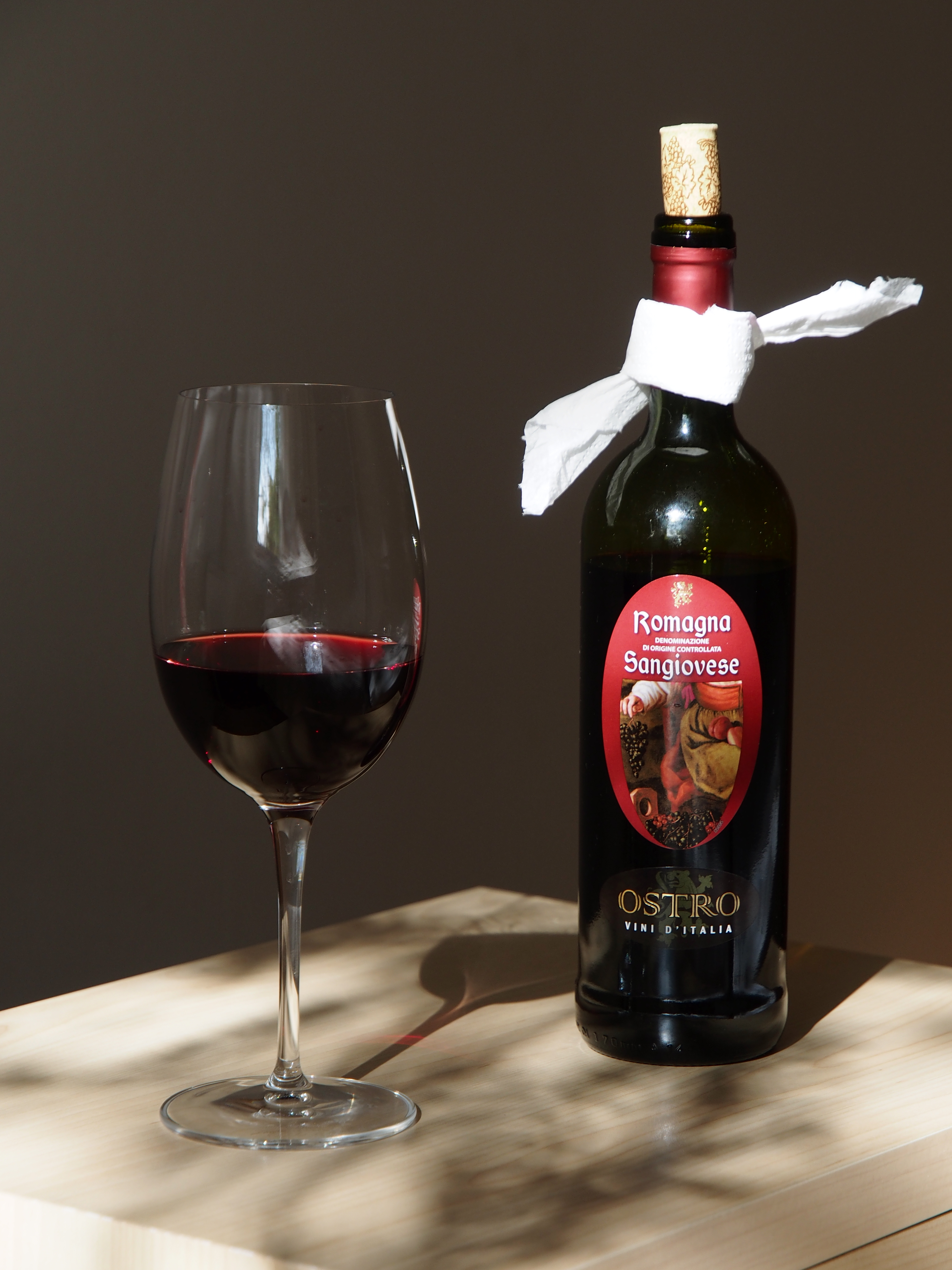
Вино з санджовезе

Санджовезе (італ. Sangiovese) — сорт червоного винограду, один з найпоширеніших сортів для виробництва вина в Італії. Є основним сортом для виноробства у регіоні Тоскана, який є батьківщиною сорту. Свою назву сорт отримав від лат. «Sanguis Jovis» — кров Юпітера.

## Географія сорту
Розповсюджений майже у всіх регіонах Італії, від Сицилії до Альп, але найбільші площі виноградників знаходяться у Тоскані. За межами Італії вирощується в Австралії, Аргентині, Чилі, США.

## Характеристики сорту
Високоврожайний сорт. Для отримання високоякісного вина врожайність контролюють, пригнічуючи ріст лози, вирощуючи її на бідних ґрунтах. Вважають, що кожна лоза не повинна давати понад 1,5 кг ягід, інакше вино буде дуже кислим. Санджовезе є сортом пізнього достигання, хоча суцвіття викидає досить рано, протягом дозрівання погано набирає колір. Світлолюбний сорт, однак спека і сонце негативно впливають на характеристики санджовезе. Характеристики вина сильно залежать від ґрунту і клімату. Кращі якості має на вапнякових ґрунтах. Сильні перепади денних та нічних температур негативно впливають на якість ягід. Найкраще росте на виноградниках, які розбиті 250-350 метрів над рівнем моря.
Лист санджовезе має середню величину. Колір — світло-зелений. Форма листа — трьох або п'ятипалий, поверхня гладенька. Гроно має середній або великий розмір, ягоди залежать від клону. Воно може бути циліндричної або пірамідальної форми, досить щільне. Ягоди темно-фіолетові, злегка овальні, мають товсту шкірку і білуватий наліт кутину.
Має велику кількість клонів, В цілому всі клони поділяють на два біотипи: італ. «Sangiovese Grosso» — має великі ароматні ягоди та італ. «Sangiovese Piccolo» — ягоди невеликого розміру. Клони, що відносяться до італ. «Sangiovese Grosso» мають два різновиди:
- середнє або середньо-велике гроно та великі ягоди;
- середнє-дрібне або дрібне гроно і великі ягоди.

Клони, що відносяться до італ. «Sangiovese Piccolo»: 
- середній або середньо-велике гроно і дрібні ягоди;
- середнє-дрібне або маленьке гроно і дрібні ягоди[3].

## Характеристики вина
Санджовезе використовують для виробництва як моносортових, так і купажних вин. Смак вина з чистого санджовезе досить специфічний, тому при виробництві вина до нього зазвичай додають інші сорти, з м'яким смаком, наприклад італ. «Canaiolo Nero» або італ. «Torgiano Rosso». Також санджовезе гарно поєднується у купажах з Каберне Совіньйон. Найкращі вина отримують у спекотні сухі роки. Головною смакової особливістю вин з санджовезе є висока кислотність, яка згладжується й округляється при витримці в бочці танінами. Таким чином, висока кислотність, м'які таніни й фірмова гірчинка — основні характеристики таких вин. Загалом вина вироблені з санджовезе дуже різноманітні за своїми характеристиками залежно від тієї місцевості й кліматичних умов, у яких був вирощений виноград. Вино з Нового Світу досить суттєво відрізняється на смак від італійських вин.
З санджовезе виготовляють к'янті — одне з найвідоміших італійських вин, яке є візитівкою червоних тосканських та італійських вин. Крім к'янті з цього винограду у Тоскані виготовляють інші високоякісні вина категорії DOCG — Брунелло ді Монтальчино та італ. Vino Nobile di Montepulciano. Також санджовезе входить до складу деяких супертосканських вин, які вважаються одними з найкращих вин світу.
Вина з санджовезе гарно поєднуються з твердими сирами, жирними та м'ясними стравами.

## Синоніми
Синоніми клонів італ. Sangiovese grosso: Брунелло (Монтальчино, Сієна), Калабрезе (не плутати з сортом Неро д'Авола, який теж називають «калабрезе»), італ. Maglioppa (К'єті), «Монтепульчано» (не плутати з сортом винограду монтепульчано), італ. Candisco, Prugnolo gentile, Sangineto (Тоскана), італ. Sangiogheto (Тоскана), італ. Sangiovese, італ. Sangiovese dal cannello lungo di Predappio, італ. San Giovese di Romagna, Sangioveto chiantigiano, Sangioveto dolce, Sangioveto dolce nero, Sangioveto doppio, Sangioveto doppio del Chianti, San Gioveto gentile, San Gioveto grosso, San Gioveto grosso di Toscana, San Zoveto, Uva Tosca (у районі Модени), італ. Riminese. 
Синоніми клонів італ. Sangiovese piccolo: Sangiovese forte, Sangiovese montanino, Montepulciano primutico, Sangiogheto, Sangiovese, Sangioveto dal cannello corto di Predappio, Sanvicetro.